# Henderson State University

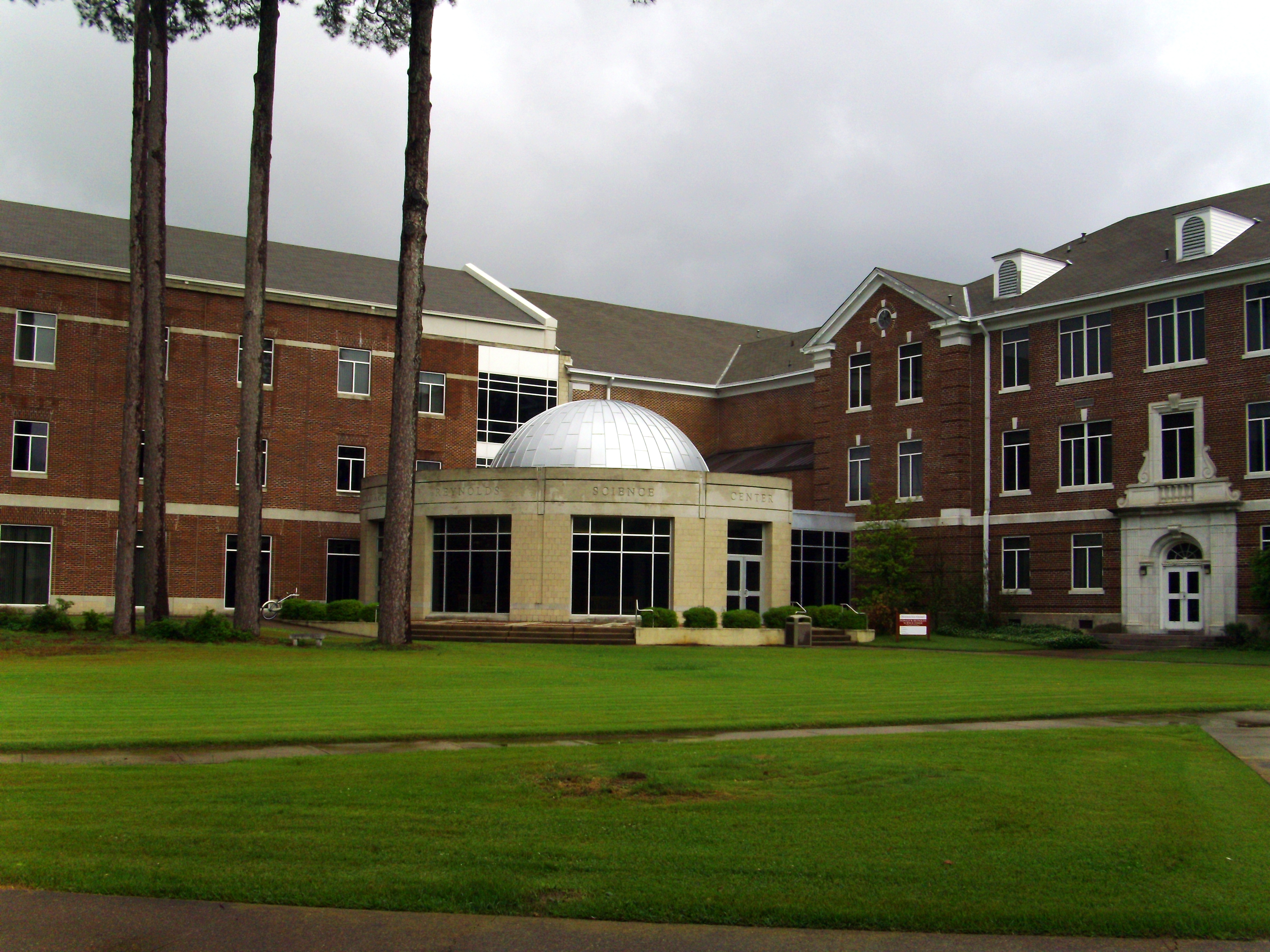
Henderson State University (2014)

Die Henderson State University ist eine staatliche Universität in Arkadelphia im Südwesten des US-Bundesstaates Arkansas. An der Hochschule sind 3513 Studenten eingeschrieben. Sie ist eine sogenannte Liberal Arts University. Zu der Hochschule gehört der Radiosender KSWH-FM.

## Geschichte
Die Universität wurde 1890 als Arkadelphia Methodist College gegründet. Später wurde sie nach Charles Christopher Henderson benannt. 1929 wurde sie in eine staatliche Hochschule umgewandelt.

## Sport
Die Sportmannschaften der Henderson State sind die Reddies. Die Universität ist Mitglied der Gulf South Conference.

## Trivia
Im November 2019 wurden zwei Professoren der Universität wegen der vermeintlichen Herstellung von Crystal Meth festgenommen. Einer der Dozierenden hatte bereits 2014 den pädagogischen Aspekt der Serie Breaking Bad gelobt und war in Anlehnung an den Protagonisten als „Heisenberg von Henderson“ bezeichnet worden.

## Persönlichkeiten
- Sidney McMath (1912–2003), ehemaliger Gouverneur von Arkansas
- Art Porter senior (1934–1993), Jazzmusiker und Musikpädagoge
- Billy Bob Thornton (* 1955), Schauspieler, Regisseur und Sänger (ohne Abschluss)